# Greda (Vrbovec)
Greda is een plaats in de gemeente Vrbovec in de Kroatische provincie Zagreb. De plaats telt 129 inwoners (2001).